# Balgebrückstraße

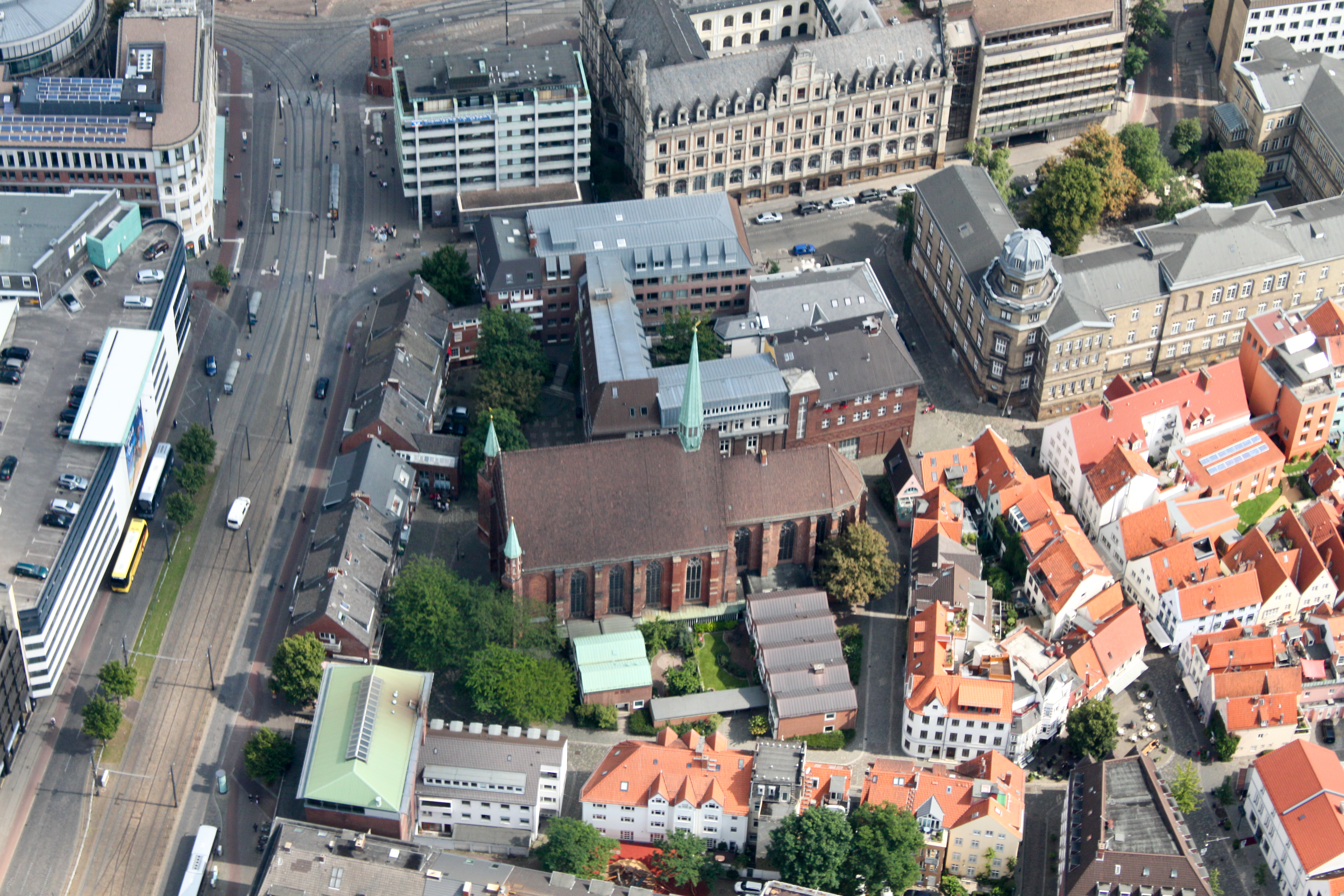
Balgebrückstraße, oben Kirkeby-Turm, Volksbank und Post, rechts St. Johann und Schnoor

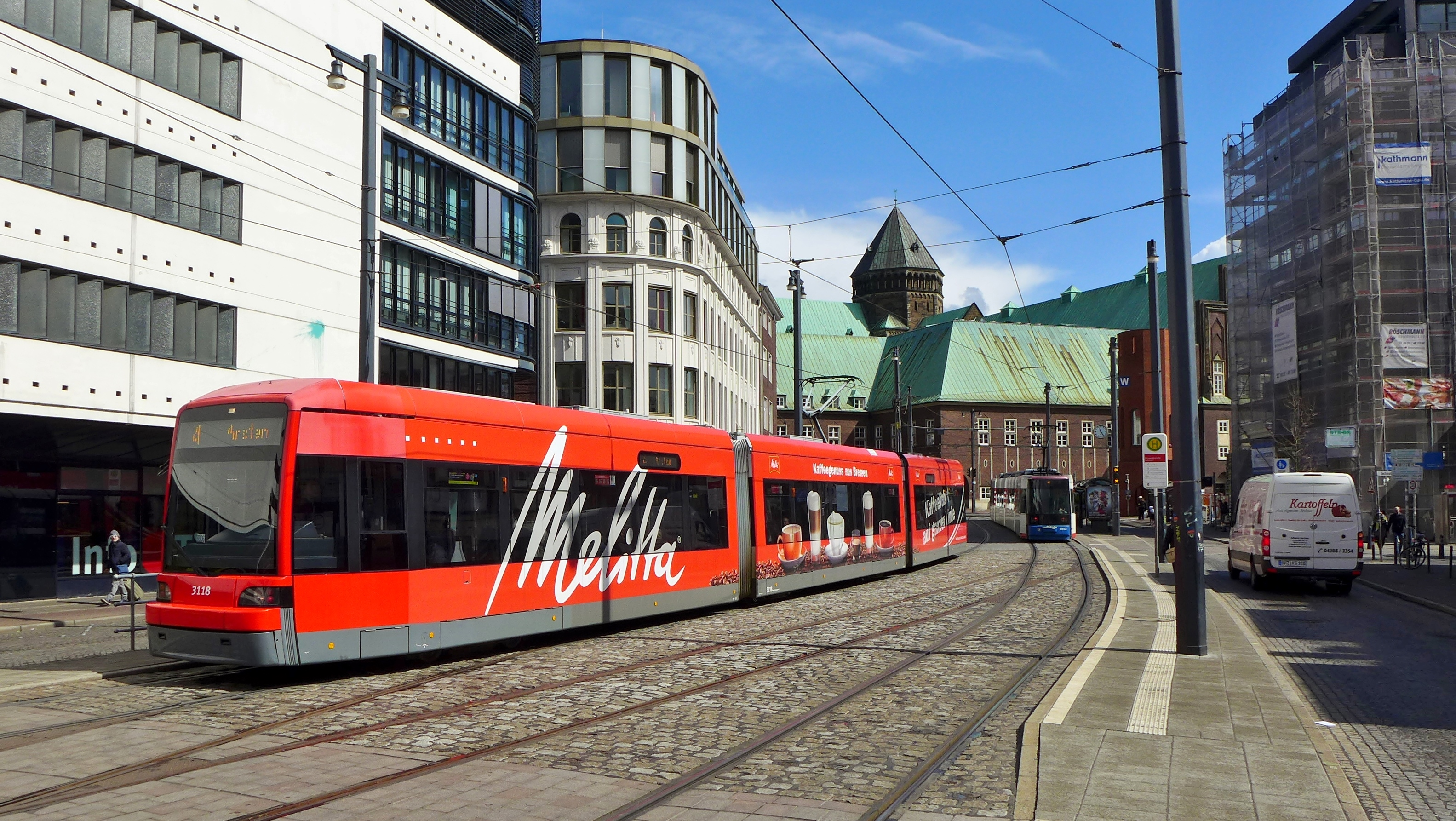
Blick auf den Dom, links Parkhaus

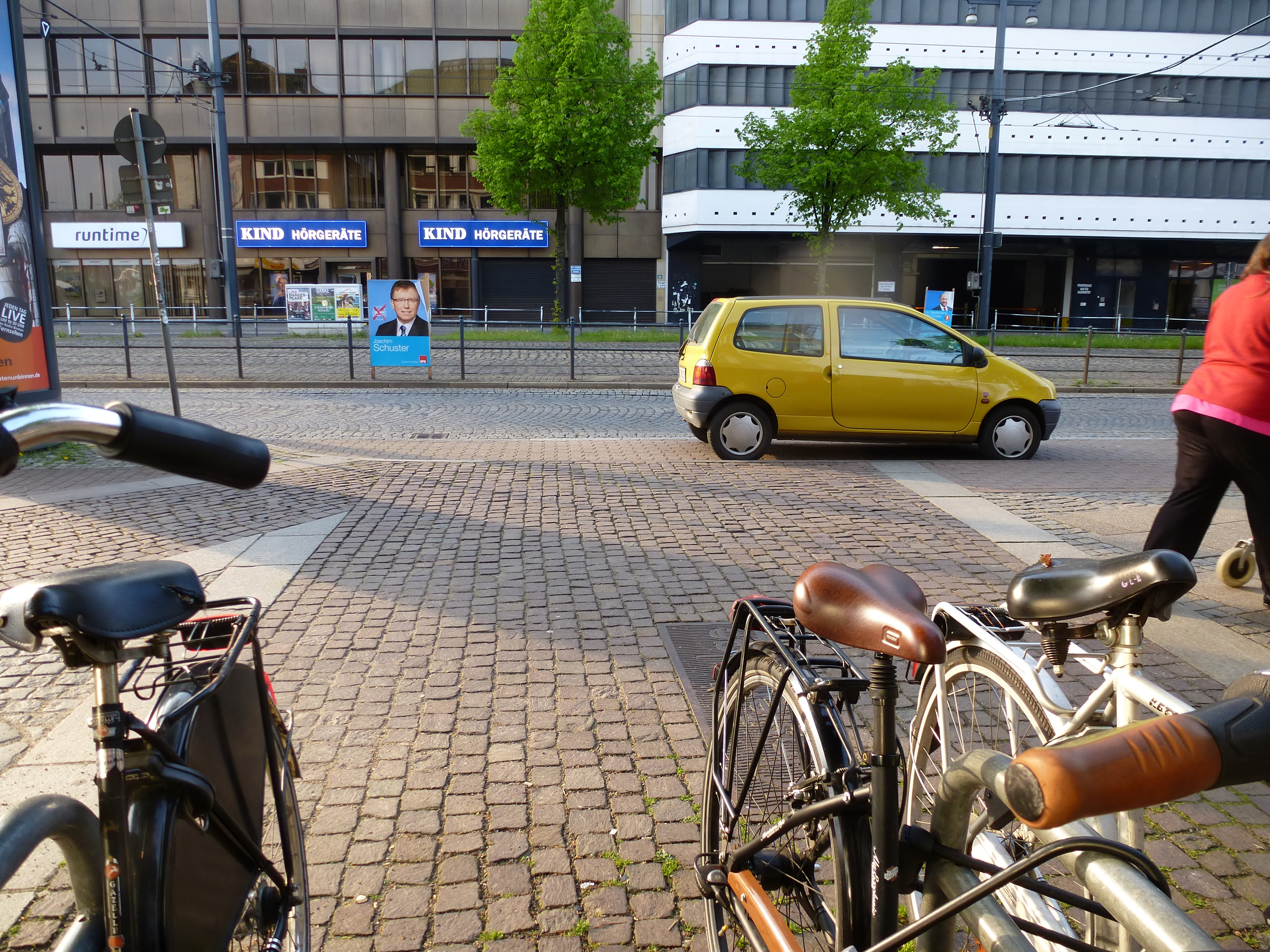
Bei Nr. 22: Markierung des Verlaufs der Balge (hier: Klosterbalge), Blick in Fließrichtung

Die Hauptstraße Balgebrückstraße in Bremen, Stadtteil Mitte, Ortsteil Altstadt führt in Ost-West-Richtung von der Domsheide zur Wilhelm-Kaisen-Brücke über die Weser Richtung Neustadt.
Die Querstraßen und Anschlussstraßen wurden benannt u. a. als Domsheide nach dem Dom und der Wulverickesheide; Marktstraße nach dem Bremer Marktplatz; Dechanatstraße nach der Domdechanei; Lange Wieren nach niederdeutsch wieren (= Draht) für eine sehr schmale lange Gasse; Hohe Straße als höher gelegene Straße; Tiefer 1333 als Tivera nach tie (= Sammlungsplatz) und vere (= Fähre); Martinistraße nach der St.-Martini-Kirche; der Sunte Marten aus dem 13. Jahrhundert und Wilhelm-Kaisen-Brücke (auch Große Weserbrücke) nach dem früheren Bremer Bürgermeister Wilhelm Kaisen.

## Geschichte

### Name
Die Straße wurde nach einer Brücke über die Balge (auch Große Balge) von der Holzpforte zur Schlachte benannt. Der ehemalige kurze rechte Seitenarm der Weser war im Frühmittelalter der erste Stadthafen und floss im 650 Meter langen Bogen um die Balgeinsel vom Altenwall bis zur Zweiten Schlachtpforte.

### Entwicklung
Drei kleine Wasserläufe aus der Zeit um 800 wurden nachgewiesen. Die späteren Schiffslandeplätze erstreckten sich über einige hundert Meter am unteren Rand des heutigen Marktplatzes. Die deutlich breitere Balge wurde im Laufe der Jahrhunderte nach und nach durch die Bebauung der Ufer eingeengt. Im 13. Jahrhundert verlor sie größtenteils ihre Funktion als Hafen für größere Schiffe zugunsten der Schlachte am Weserufer. 1608 wurde die Balge durch Ufermauern zum offenen Abwasserkanal. Im Bereich der Straße flossen Klosterbalge und Balge zusammen. Hier führte die Balgebrücke über den Weserarm. Es gab sieben oder acht kleine Zugbrücken. Alle Brücken bestanden noch bis Ende des 18. Jahrhunderts und wurden dann nach und nach beim Zuwerfen der Balge abgebaut. 1838 wurde die Balge zugeschüttet und verrohrt. Danach wurde sie zum Teil überbaut. Im Rahmen der alten Bremer Stadtbefestigung befand sich in Verlängerung der Balgebrückstraße die Weserbrücke mit einem Tor auf der Altstadtseite.
Die kleine Straße führte bis 1945 in einem Bogen Richtung Süden (Weser).
Im Zweiten Weltkrieg wurden in diesem Gebiet viele Häuser zerstört. Die Straße wurde danach begradigt und erheblich auf 31 Meter verbreitert. Die Straßenbahn führte bis 1961 über die zweite westlichere Große Weserbrücke durch die Wachmannstraße zum Marktplatz und zum Domshof. Bis 1960 erfolgte 40 Meter weseraufwärts der Neubau der heutigen Wilhelm-Kaisen-Brücke. Ab 1961 fuhr die Straßenbahn nun durch die Balgebrückstraße zunächst bis 1965 via Marktstraße, dann über Domsheide/Domshof und ab 1987 via Violenstraße Richtung Hauptbahnhof. Ein Parkhaus entstand 1961. Es wurde 2002 vergrößert. Der Domshof und der nördliche Bereich der Balgebrückstraße wurden mehrfach für die Haltepunkte der Straßenbahn umgestaltet, zuletzt Ende der 1980er Jahre nach Entwürfen der Landschaftsarchitektin Marlene Zlonicky (Essen). Umbaupläne wurden seit 2019 vorgestellt und strittig diskutiert.

### Verkehr
Die Straßenbahn Bremen mit den Haltestellen Balgebrückstraße und Domsheide durchfährt die Straße mit den Linien 4 (Lilienthal – Borgfeld – Arsten), 6 (Universität – Flughafen) und 8 (Kulenkampffallee – Huchting); es tangieren hier die Linien 2 (Sebaldsbrück – Gröpelingen) und 3 (Weserwehr – Gröpelingen). Andere Verkehrsführungen wurden um 2019 strittig diskutiert.
Im Nahverkehr in Bremen durchfahren oder tangieren zudem die Buslinien 24, 25, N3, N4 und N5 die Straße.

## Gebäude und Anlagen
- Domsheide mit u. a. dem Konzerthaus Die Glocke[4], Hauptpostamt 1[5], Landgericht Bremen[6], Bremische Volksbank und dem zentralen ÖPNV-Umsteigehalt
- Nr. 2, Ecke Domsheide: 6-gesch. Bankgebäude der Bremischen Volksbank von 1963 nach Plänen von Carsten Schröck; 7-gesch. Neubau
- Am Dom Nr. 5A: 4-gesch. Börsenhof A von 1864 nach Plänen von Heinrich Müller bzw. Umbau von 2001 nach Plänen von Schomers und Schürmann
- Nr. 3: 5-gesch. Büro- und Geschäftshaus, in den 1990er Jahren aufgestockt
- Marktstraße Nr. 2: 5-gesch. Bürohaus Börsenhof, 2010 saniert und 2-gesch. aufgestockt nach Plänen vom Büro Haslob, Kruse und Partner, Bremen
- Markstraße Nr. 12: 5-gesch. Parkhaus an der Bremer Baumwollbörse von 1961 anstelle des zerstörten hinteren Gebäudeteils der Börse; seit 2002 nach Umbau nach Plänen von Gestering, de Vries und Wurster 7-gesch. Geschäfts-, Büro- und Parkhaus mit runder Eckausbildung.
- Nr. 11: BSAG mit Kundencenter und Fundbüro
- Nr. 13: 7-gesch. Büro- und Geschäftshaus von 1982 mit dunkler Alufassade nach Plänen von Gert Schulze, Bremen
- Nr. 14–20: 2-gesch. verklinkerte Wohn-, Büro- und Geschäftshäuser mit Café aus den 1960er Jahren
- Nr. 22: Hier floss die Balge
- Nr. 24: 4-gesch. Wohn- und Geschäftshaus mit Restaurant
- Nr. 31: Hier stand die Kanzlei der staatlich anerkannten Schule für den Großhandel der Union von 1801
- Nr. 33: Hier stand ein um 1944 zerstörtes Gebäude, dessen Erker beim Rathscafé/Deutsches Haus am Bremer Marktplatz wiederverwendet wurde.
- Tiefer Nr. 15–16: 5-gesch. verklinkertes Wohn-, Büro- und Geschäftshaus

Kunstobjekte, Gedenktafeln
- Verkehrsturm Domsheide (auch Kirkeby-Turm genannt) von 1988 nach Plänen des Hochbauamtes, künstlerisch beeinflusst von Per Kirkeby, Kopenhagen.[7]
- Martinistraße, Ecke Balgebrückstraße: Kinetisches Objekt in Bremen von 1973 aus Edelstahl auf einem Betonsockel vom Berliner Bildhauer Hein Sinken

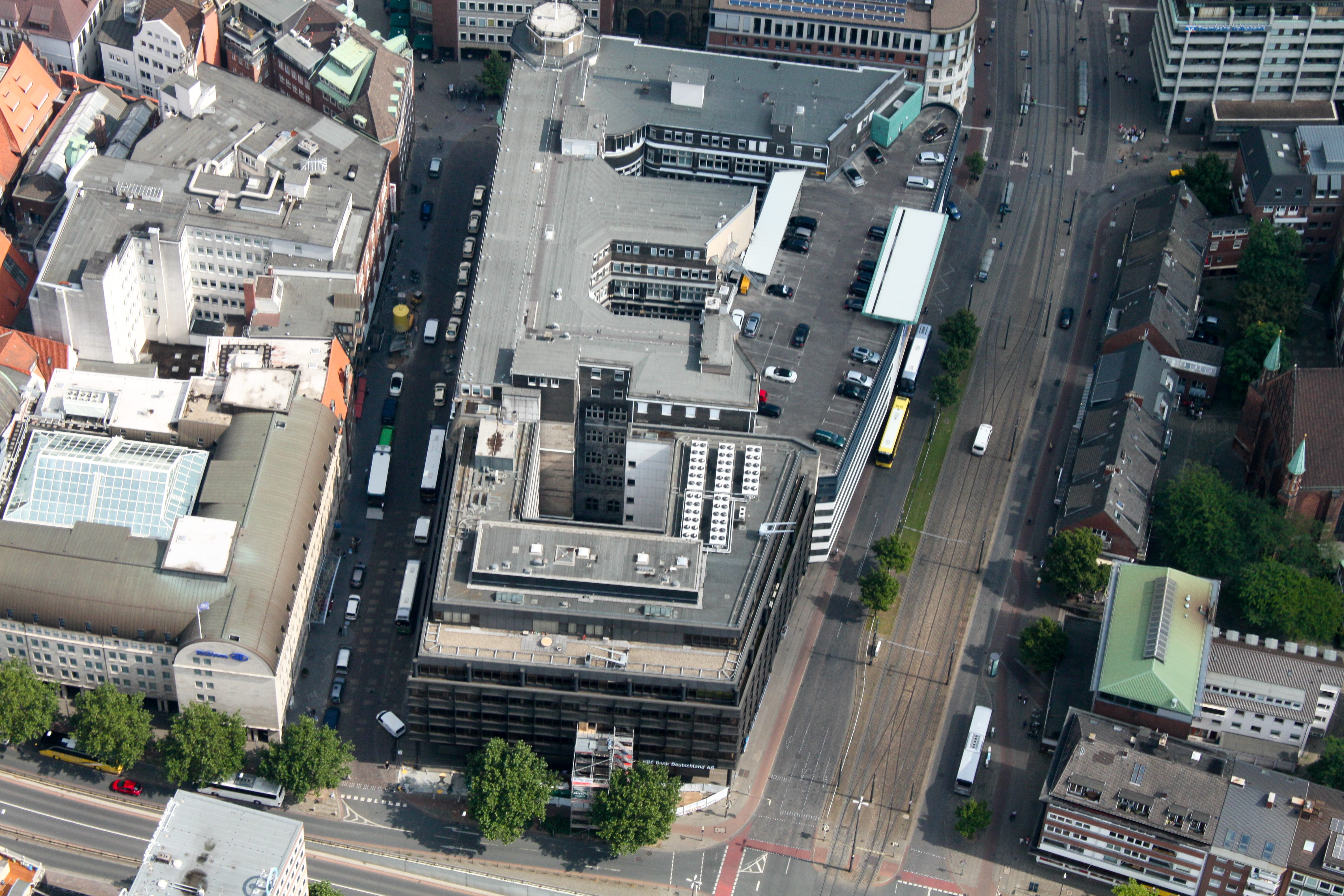
Rechts Balgebrückstraße, links Wachtstraße
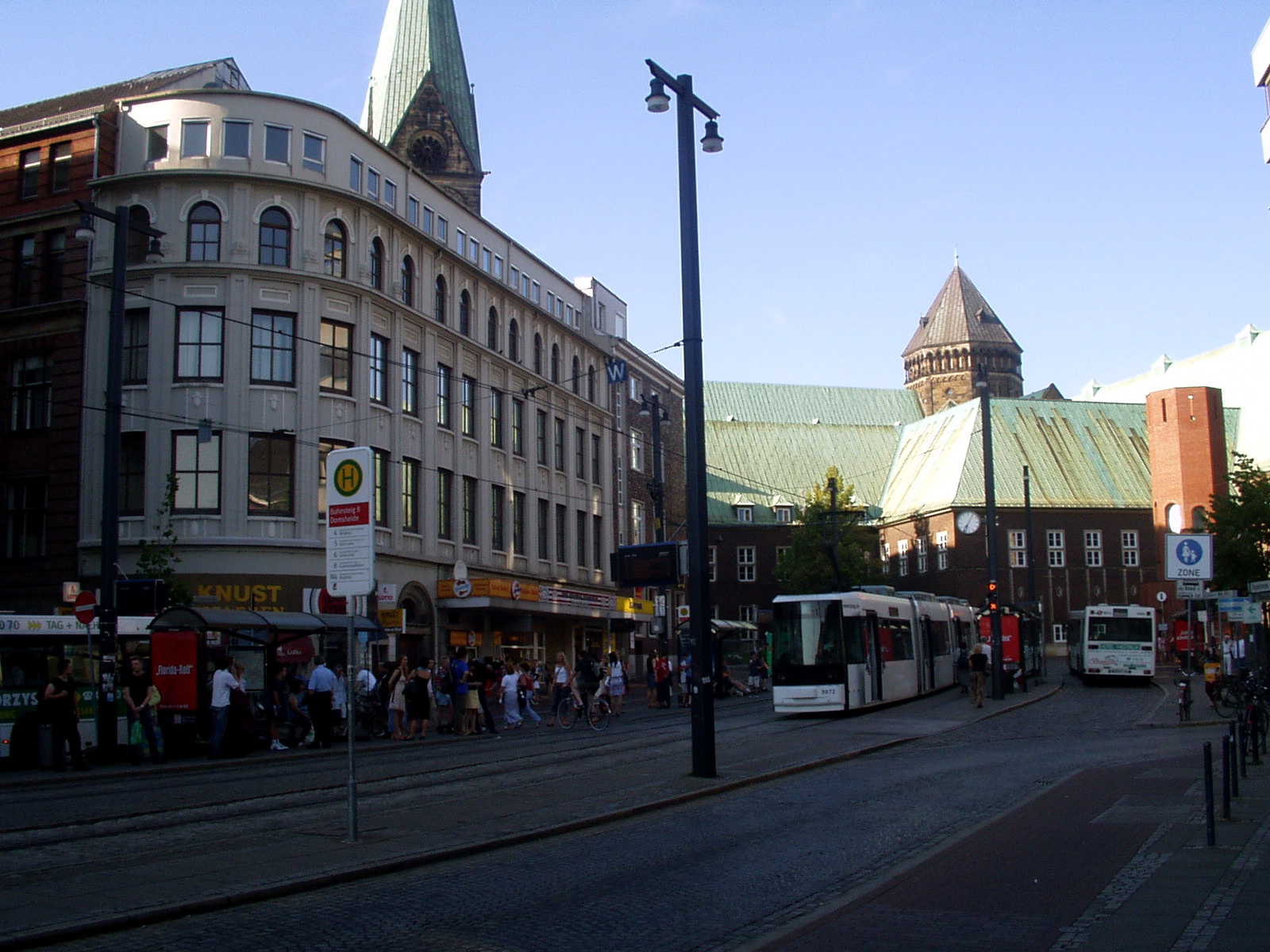
Blick auf Dom und Kirkeby-Turm
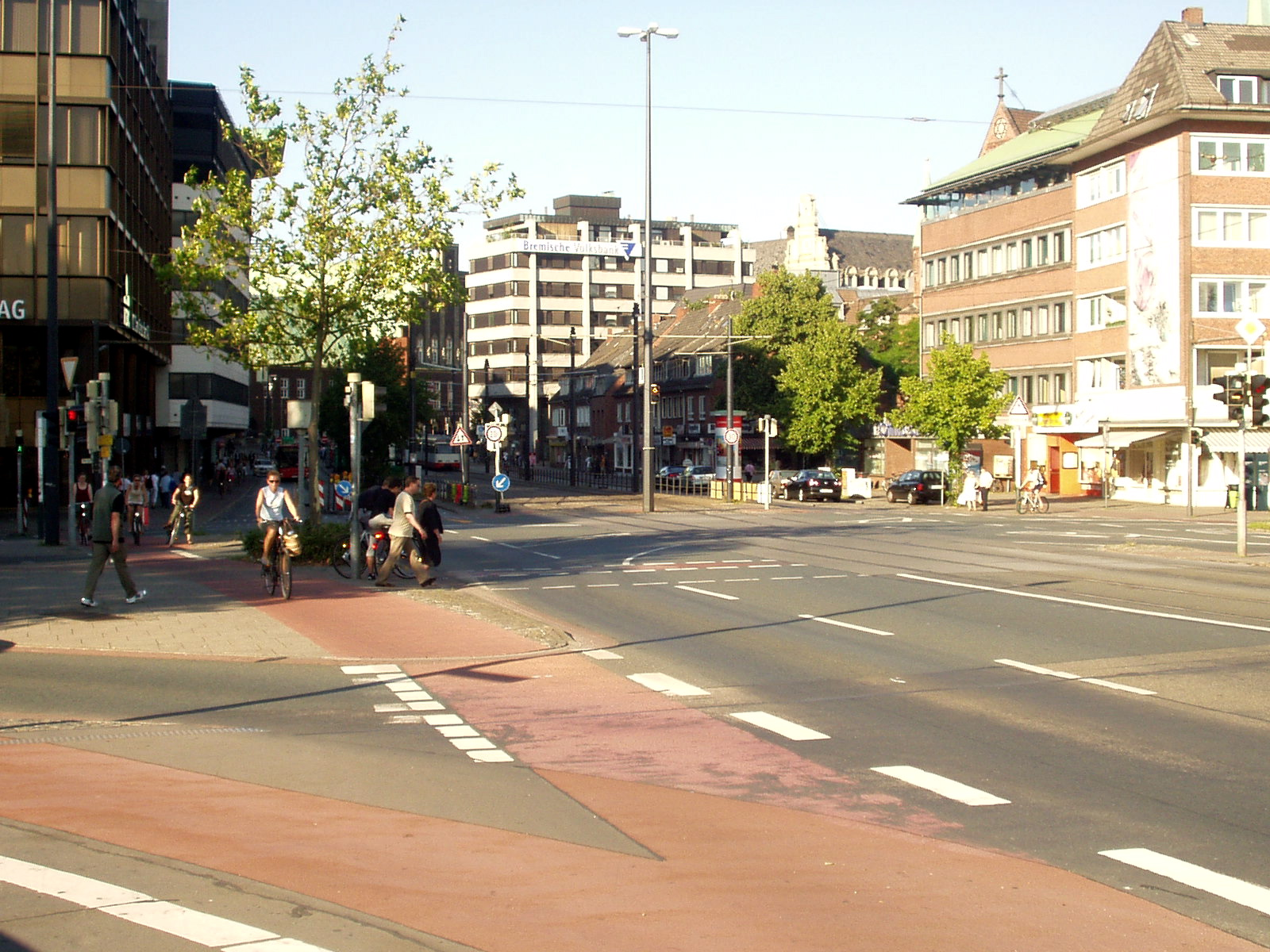
Blick von Süden
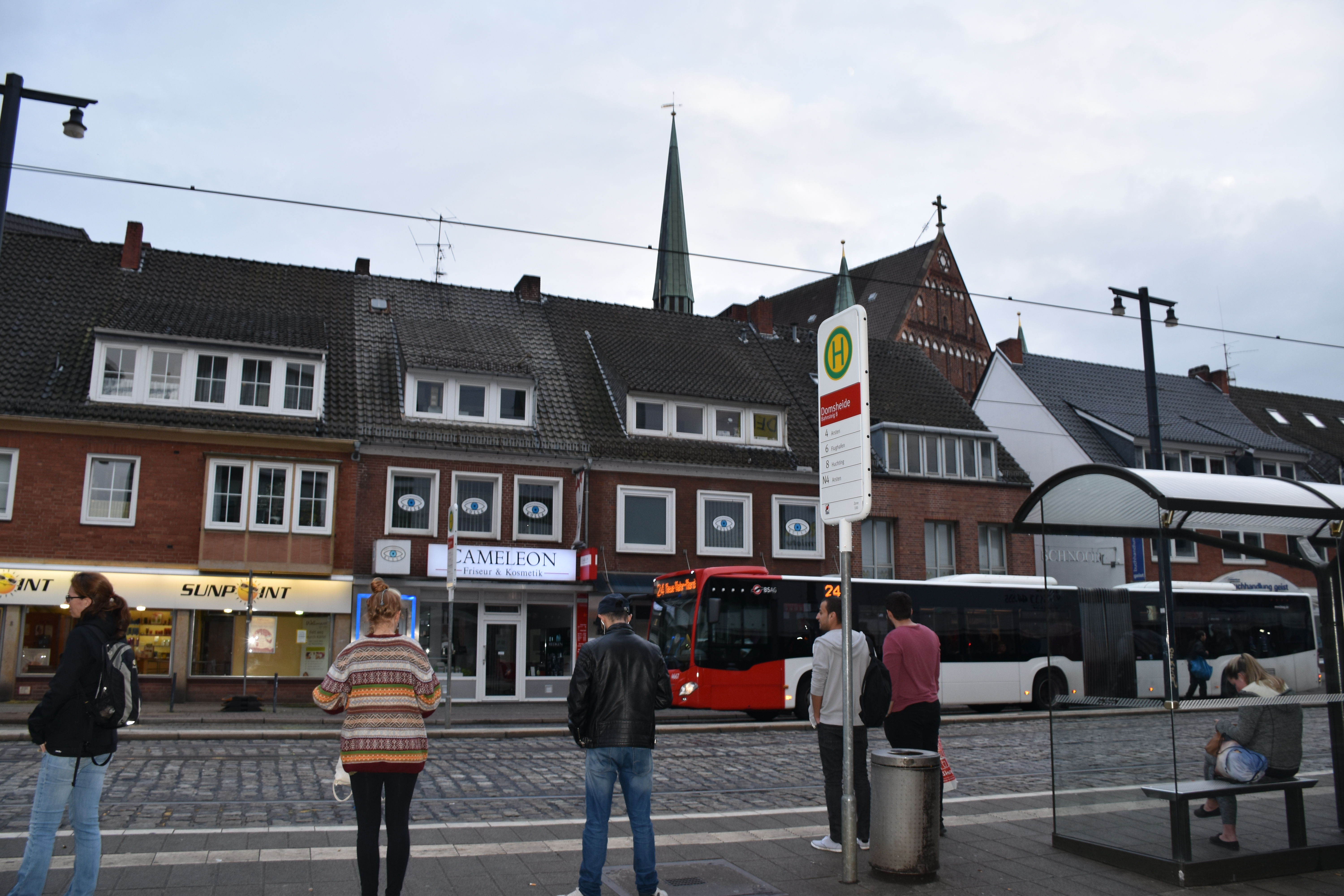
Ostseite